# Cerodontha macminni
Cerodontha macminni este o specie de muște din genul Cerodontha, familia Agromyzidae, descrisă de Spencer în anul 1986.
Este endemică în Mississippi. Conform Catalogue of Life specia Cerodontha macminni nu are subspecii cunoscute.